# Солт-Спрингс (Новая Шотландия)
Солт Спрингс (англ. Salt Springs, канад. гэл. Tobar Shalainn) — маленькая община в канадской провинции Новая Шотландия, в графстве Антигониш.
Находится на 7-й трассе (Trunk 7).